# Dinastía

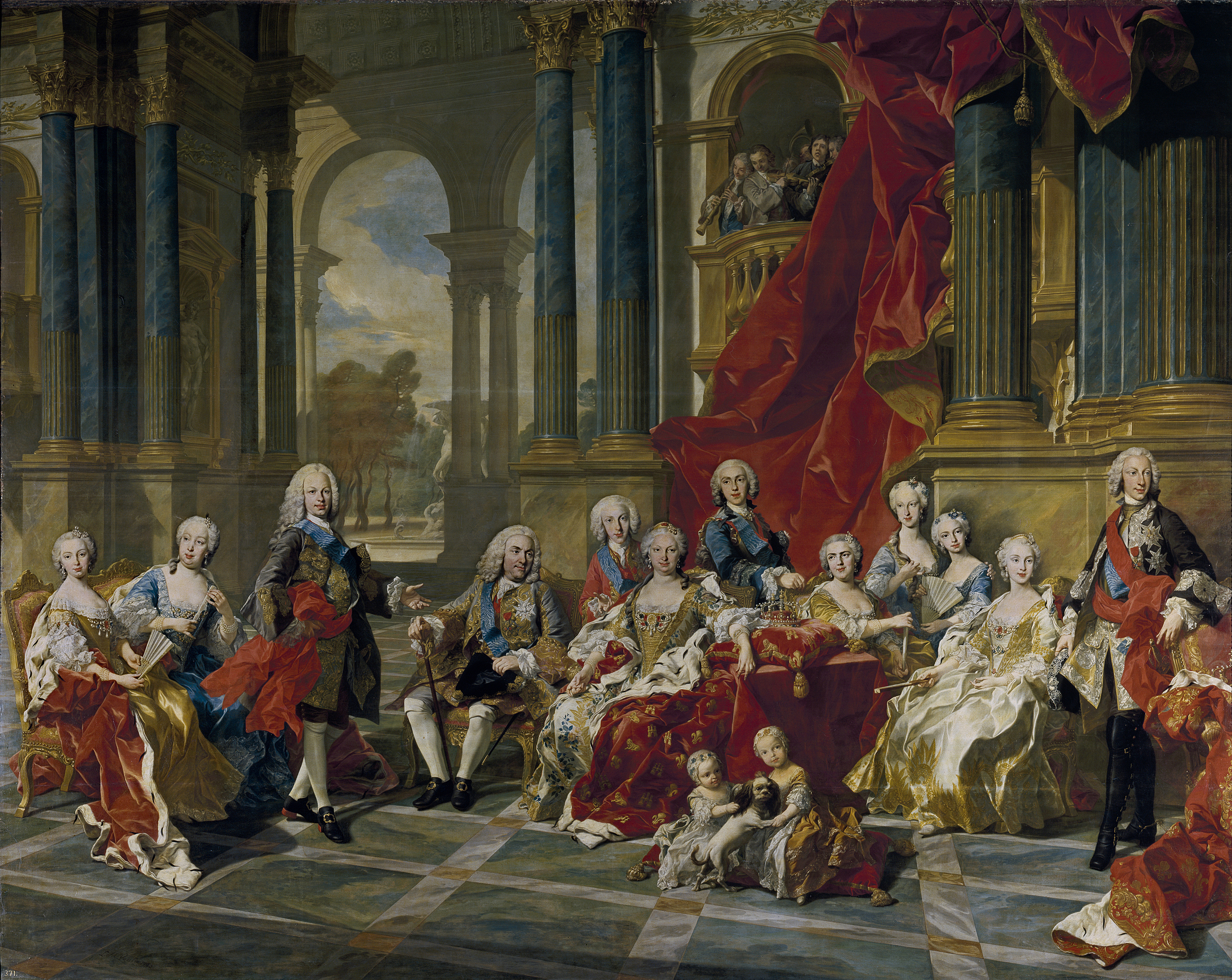
La familia de Felipe V, de Michel van Loo (1743). Aparecen varios retratos de la dinastía de Borbón.

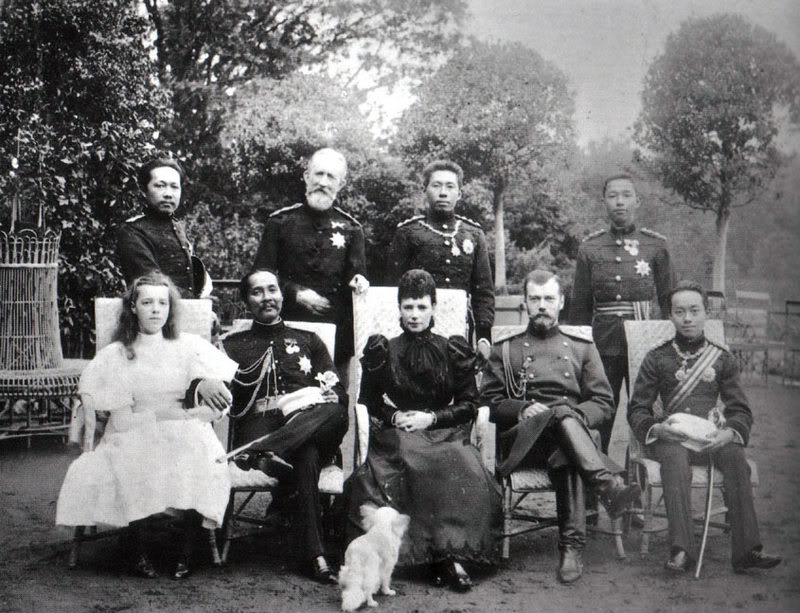
Visita del rey de Siam a Rusia en 1897. Aparecen miembros de la dinastía Romanov, junto a miembros de la dinastía Chakri.

Una dinastía (del griego δυναστεία dynastéia, "dominio") es una secuencia de gobernantes de la misma familia, generalmente refiriéndose a la monarquía.  Aunque lo más habitual es que la sucesión hereditaria dentro de una dinastía se produzca por filiación (de padre a hijo), en ocasiones se produce por adopción (incluso entre adultos), notablemente en el caso del Imperio romano.
La dinastía más longeva del mundo es la Casa Imperial de Japón, conocida como la dinastía Yamato, cuyo reinado se remonta tradicionalmente al 660 a. C. 
Por extensión, se aplica el término «dinastía» a cualquier sucesión genealógica, y no solo a la genealogía de la monarquía hereditaria o de las casas nobles (que procuraron tradicionalmente establecer rígidos vínculos sucesorios, como el mayorazgo), sino a cualquier sucesión hereditaria de determinados cargos o funciones sociales dentro de la misma familia, en cuyos individuos más destacados, durante varias generaciones, se perpetúa el poder o la influencia política, económica, cultural o de otra índole (poder fáctico, poder blando, etc.) Así suele hablarse de dinastías financieras o dinastías empresariales desde el siglo XVI (los Fugger, banqueros de Carlos V), pero sobre todo desde el XIX: en Europa los Rotschild o los Pereire, en Estados Unidos los Morgan, los Rockefeller o los Hearst; e incluso de dinastías literarias y dinastías artísticas (los Dumas, los Madrazo).

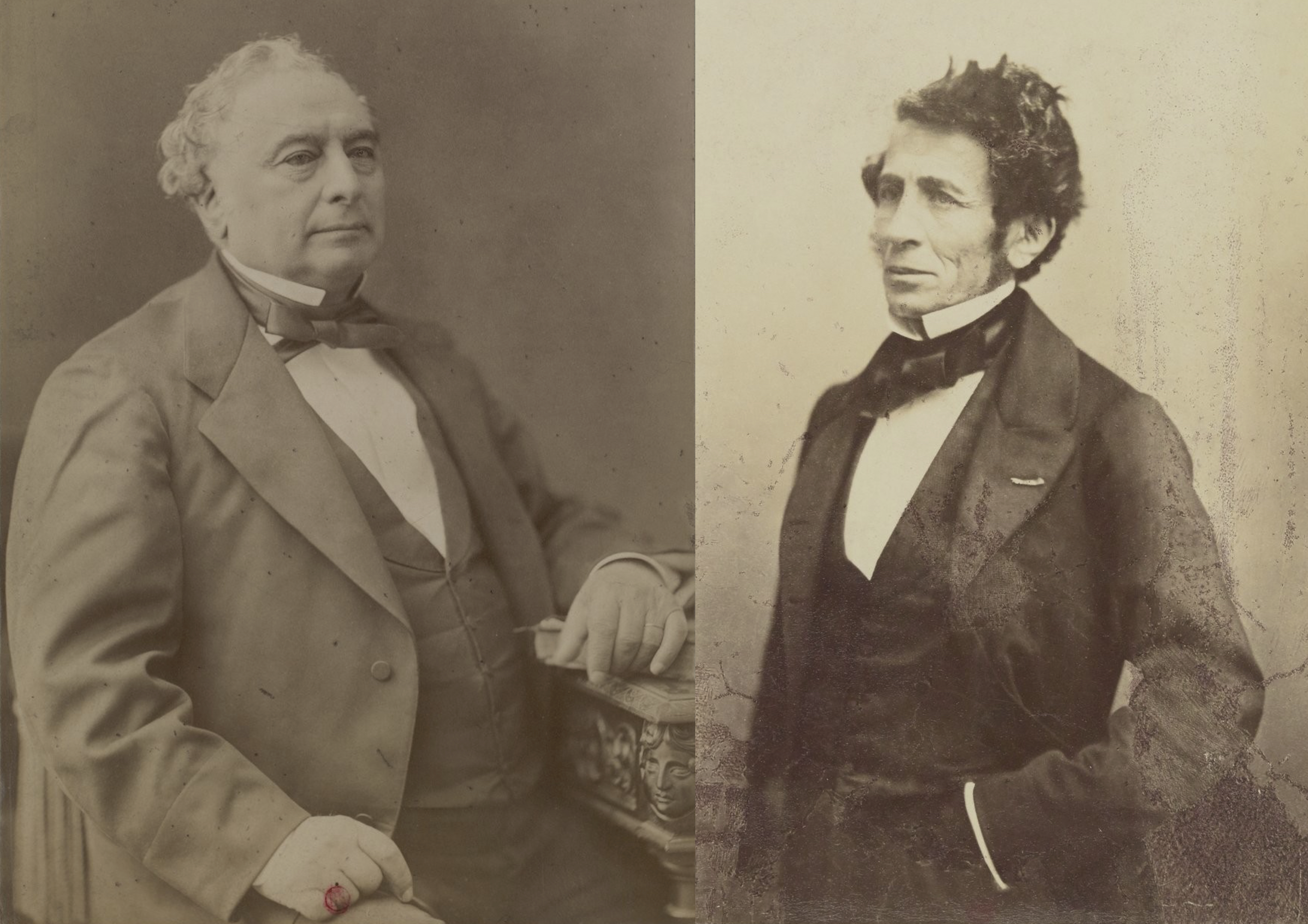
Familia Pereire.
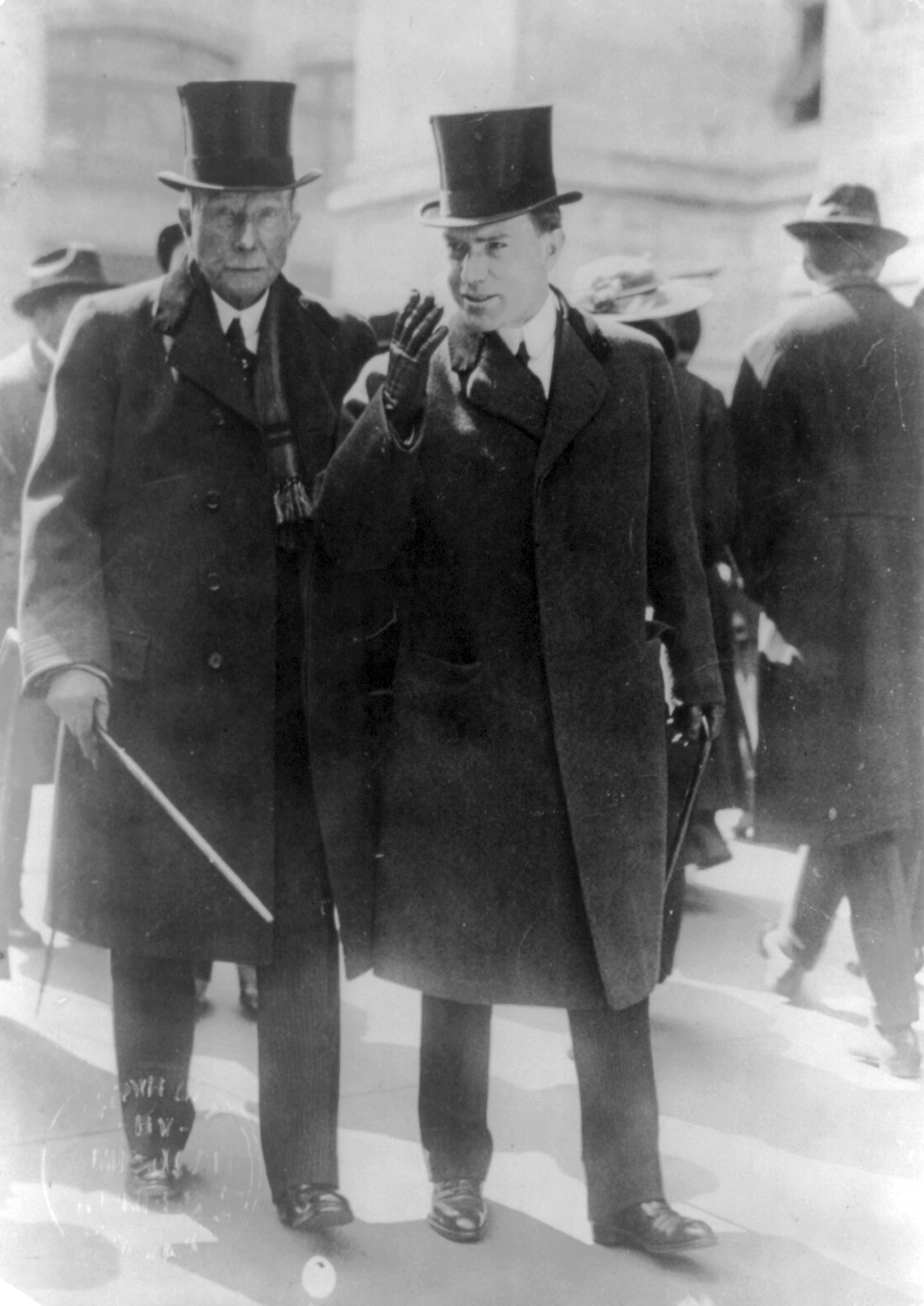
Familia Rockefeller.

En algunas repúblicas sometidas a regímenes dictatoriales se han producido transferencias dinásticas del poder de padres a hijos, estableciendo prácticas muy similares a las de las monarquías, que se suelen denominar dictaduras familiares. Ejemplos de ello han sido el Haití de los Duvalier y Nicaragua de los Somoza.
Incluso se ha dado el caso de la perpetuación en el poder de dinastías comunistas en los países del denominado socialismo realmente existente (eminentemente en el caso de Corea del Norte).

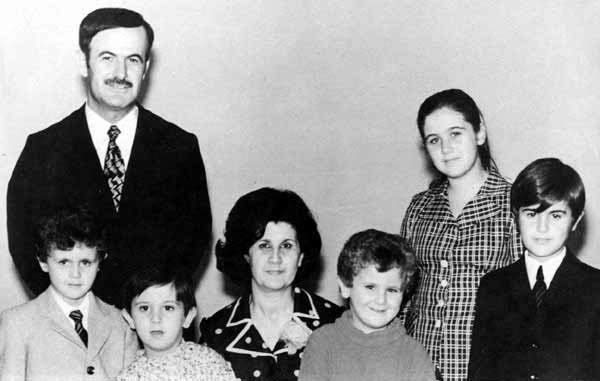
Familia Assad.
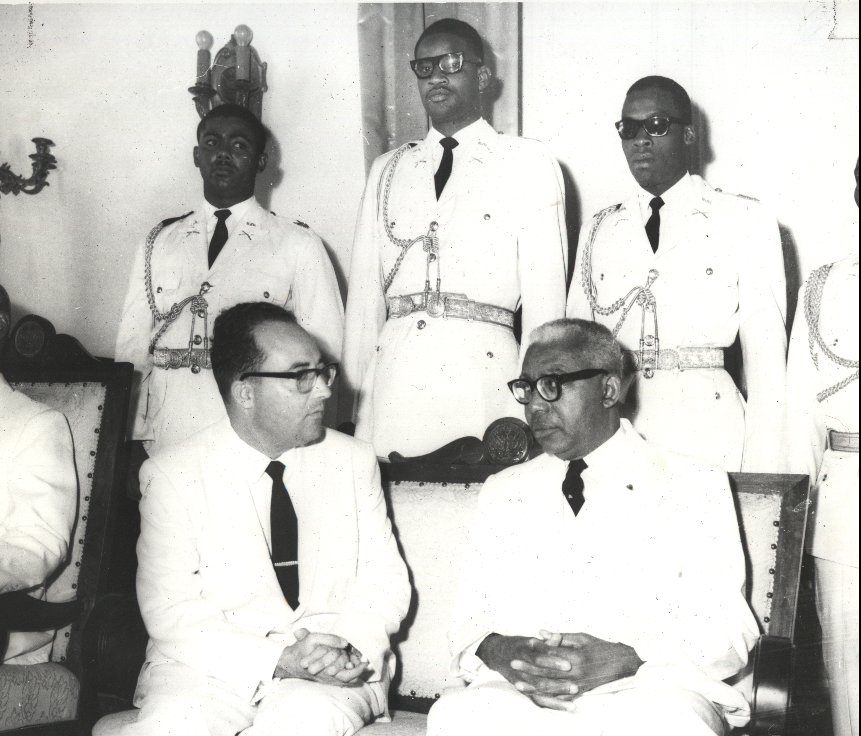
Francois Duvalier (Papá Doc) fue sucedido en la presidencia de Haití por su hijo Jean-Claude Duvalier (Baby Doc).
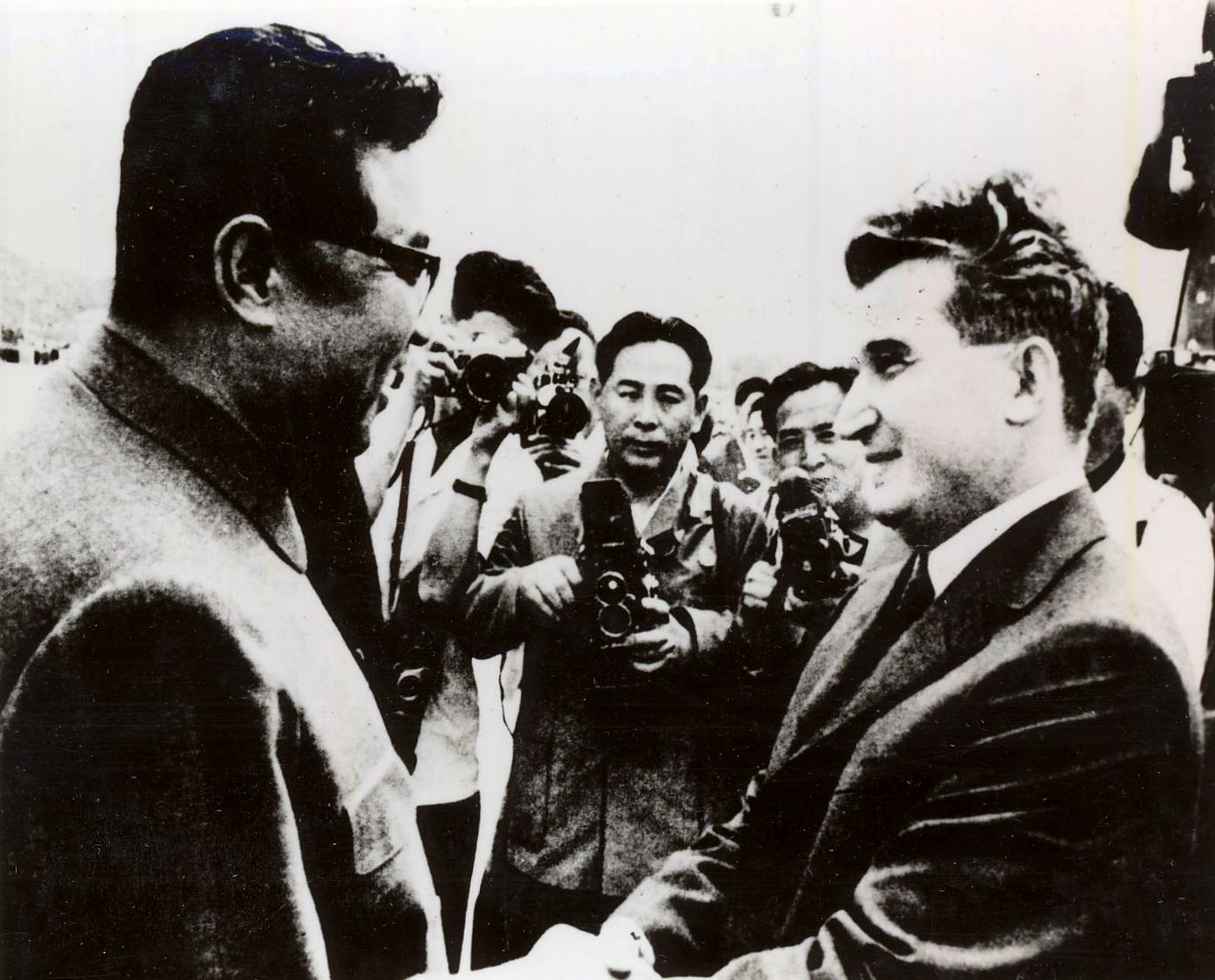
Kim Il-sung con Ceaucescu. El norcoreano consiguió ser sucedido por su hijo (Kim Jong-il —que a su vez fue reemplazado tras su muerte por Kim Jong-un, uno de sus hijos—). El rumano lo intentó, pero la caída del bloque del este llevó a su derrocamiento por la revolución rumana de 1989.

## Dinastías democráticas
En el siglo XVIII, la Ilustración promovió a la democracia y el republicanismo como principios para desterrar el privilegio en política, en una época cuando el poder solía transmitirse por lazos sanguíneos. Es paradójico que el triunfo del liberalismo político en los siglos XIX y XX no consiguiera este cometido. Si bien hay variaciones importantes de grado entre sistemas democráticos, en todos hay notables ejemplos de apellidos que aparecen repetidamente en la escena política. Ejemplos recientes incluyen a George W. Bush, quien ocupó la presidencia estadounidense ocho años después de que su padre, George H.W. Bush, concluyera su mandato en el mismo cargo (también su hermano gobernó el estado de Florida), o Justin Trudeau, primer ministro de Canadá tres décadas después que su padre, Pierre Trudeau. En Estados Unidos es habitual la comparación con la realeza, en particular de la dinastía de los Kennedy, que han ocupado cargos de elección en todos los niveles de gobiernos por varias décadas.
El concepto de dinastía democrática se emplea para referirse a las familias que, en democracia, participan o participaron en la política nacional, estatal o municipal. Un «candidato heredado» se define como un candidato a un cargo de elección que está relacionado por sangre o por matrimonio --- ya sea hijo, nieto, hermano, cónyuge, yerno u otro pariente cercano --- con un político que anteriormente haya ocupado otro o el mismo cargo de elección, una o más veces.
En caso de ganar la elección, el candidato heredado se convierte en «representante heredado» (sea alcalde, presidente, diputado o senador) y nace una «dinastía democrática». Esta definición exige que, como mínimo, dos o más familiares hayan ocupado u ocupen cargos políticos de manera sucesiva. Un rastreo sistemático de representantes heredados en la cámara baja (o única) de legislaturas nacionales entre 1995 y 2016 revela variaciones importantes entre distintas democracias:
| Caso           | Legisladores heredados entre 1996 y 2016 (porcentaje de todos los elegidos a la cámara baja o única de la asamblea nacional) |
| Alemania       | 2% |
| Argentina      | 4% |
| Finlandia      | 4% |
| Italia         | 4.5% |
| Canadá         | 5% |
| Sudcorea       | 6% |
| Reino Unido    | 6.5% |
| Suiza          | 6.5% |
| Nueva Zelandia | 6.5% |
| Noruega        | 7% |
| Estados Unidos | 7% |
| Australia      | 7.5% |
| Dinamarca      | 8% |
| Israel         | 8% |
| Bélgica        | 11.5% |
| India          | 12% |
| Grecia         | 12.5% |
| Irlanda        | 24% |
| Taiwán         | 27% |
| Japón          | 28% |
| Islandia       | 30.5% |
| Filipinas      | 42% |
| Tailandia      | 43% |

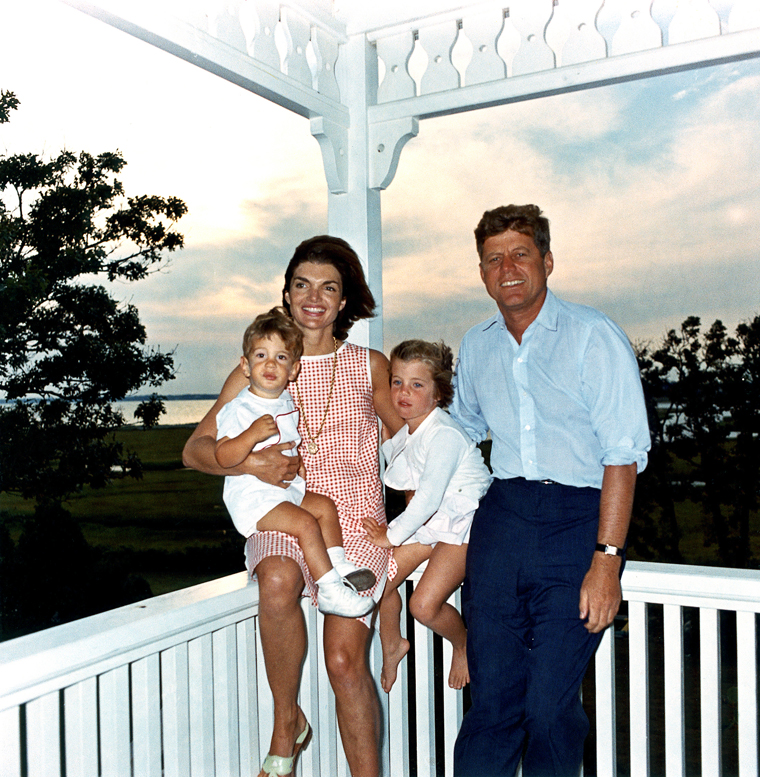
Familia Kennedy.
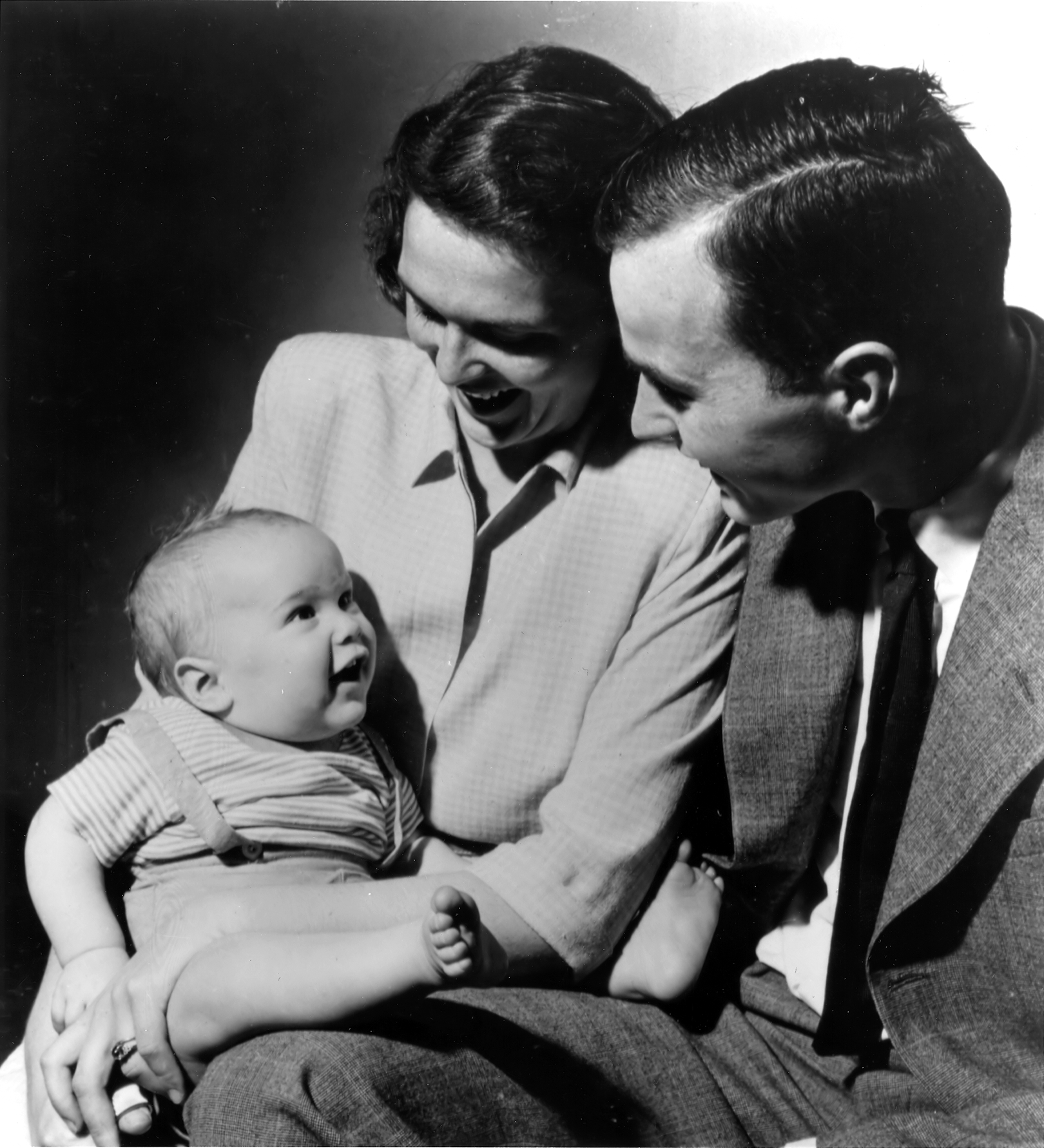
Familia Bush.
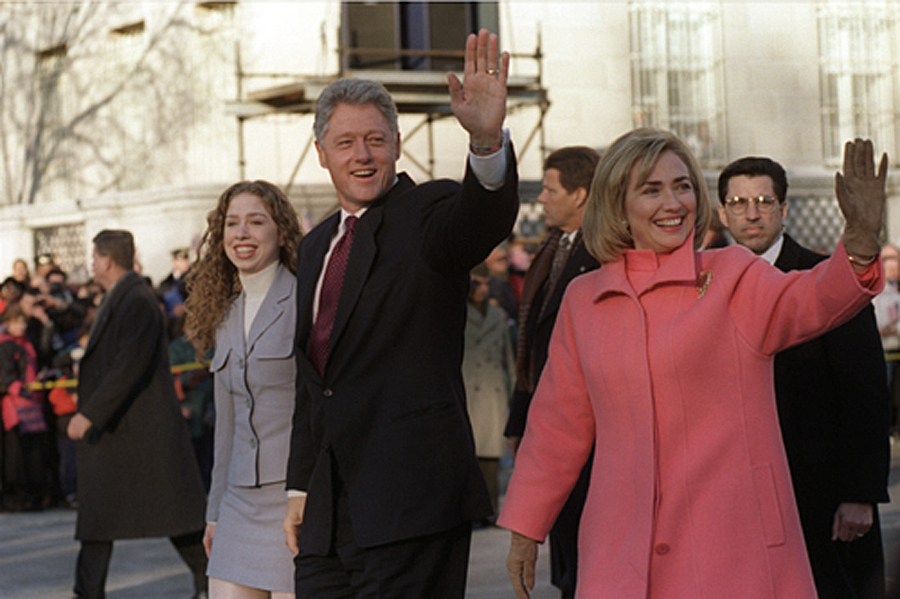
Familia Clinton.

## Dinastías en Veracruz
Veracruz es una de las 32 entidades federativas que conforman México y donde las dinastías democráticas participan activamente en la política federal, estatal y municipal. Algunos municipios que destacan en la entidad son el puerto de Veracruz, Boca del Río y Tantoyuca.
En ciencia política, se emplea el concepto de dinastía democrática para referirse a las familias que participan o participaron en la política nacional, estatal o municipal de cierto lugar. Para explicar este fenómeno, el politólogo Daniel M. Smith (2018) en su libro "Dynasties and Democracy: The Inherited Incumbency Advantage in Japan"  define como un candidato heredado a cualquier candidato a un cargo que está relacionado por sangre o matrimonio -ya sea hijo, nieto, hermano, cónyuge, yerno u otro pariente cercano- con un político que haya ocupado otro o el mismo cargo, una o muchas veces. Smith explica que cuando el candidato heredado es electo, se convierte en funcionario heredado (sea alcalde, presidente, diputado o senador). De esta forma, nace una dinastía democrática, en la que como mínimo existan dos o más miembros de ella hayan ocupado u ocupen cargos políticos.
La familia Yunes es una de las dinastías políticas del estado de Veracruz. Han ocupado cargos legislativos a nivel local y federal, presidencias municipales y la gubernatura de la entidad. Miguel Ángel Yunes Linares, exgobernador panista de Veracruz, es padre de Fernando y Miguel Ángel Yunes Márquez, cuyas carreras políticas han sido abanderadas por el Partido Acción Nacional (PAN). 
Miguel Ángel padre inició su carrera política en el Partido Revolucionario Institucional (PRI), partido que lo abanderó como diputado local (1980-1982) y federal (1991-1994 y 2003-2006).  En 2010, fue el candidato del PAN a la gubernatura de Veracruz en la que pierde frente a Javier Duarte. En 2015, fue electo diputado federal, cargo al que solicitó licencia para ganar las elecciones estatales de Veracruz en 2016 y convertirse en el gobernador que logró la alternancia después de casi 70 años del PRI.
Por su parte, los hermanos Yunes Márquez, hijos de Miguel Ángel, iniciaron su carrera política en el área conurbada del puerto de Veracruz con el PAN. Miguel Ángel hijo fue electo presidente municipal de Boca del Río en 2007 y en 2014 por un segundo periodo no consecutivo; mientras que Fernando fue electo senador de primera minoría en 2012, año en el que compitió con su tío Héctor Yunes Landa, senador elector en segunda fórmula.
En 2018, Fernando Yunes Márquez fue electo presidente municipal de Veracruz, y en el que su hermano Miguel Ángel perdió las elecciones a gobernador del estado. Finalmente, en marzo de 2021, Miguel Ángel hijo se convirtió en el candidato del PAN a la presidencia municipal de Veracruz para suceder a su hermano.
Del lado priista de la familia, se encuentra Héctor Yunes Landa, primo hermano de Yunes Linares, quien ha realizado su carrera política con el PRI y quien se desempeñó como diputado federal (1985-1998 y 2018-2021), diputado local (2007), senador (2012-2018). Yunes Landa es derrotado por su primo hermano en las elecciones estatales de Veracruz en 2016.
Al norte de Veracruz se encuentra Tantoyuca, municipio de origen de los hermanos Guzmán Avilés: Joaquín Rosendo, Jesús, María del Rosario y Amado. Desde hace más de dos décadas, esta familia ha predominado en la política de la huasteca alta veracruzana. Además, los Guzmán Avilés han mantenido el control del Partido Acción Nacional (PAN) a través de la afiliación masiva en el padrón de militantes en Tantoyuca, municipio con 3,594 militantes, esto representa un 15% del padrón panista en Veracruz, según el Registro Nacional de Militantes con corte al 3 de abril de 2021. Cabe mencionar que Tantoyuca registra un mayor número de militantes que municipios más grandes como Xalapa, Córdoba, Boca del Río o el puerto de Veracruz.
El primer cargo de elección popular de los hermanos Guzmán Avilés fue en 1997 cuando Joaquín ganó la presidencia de Tantoyuca con el PAN. Desde entonces gobiernan al municipio casi de forma ininterrumpida: en el 2000 Joaquín fue electo diputado local y Jesús Guzmán Avilés síndico municipal; en 2004 Joaquín sería electo nuevamente como presidente municipal.
Al término de su segundo mandato en 2007, Joaquín solicitó licencia para ser diputado local suplente de su hermana María del Rosario Guzmán Avilés en el Congreso de Veracruz. Al inicio de la legislatura, María del Rosario abandonó su cargo para que su hermano Joaquín lo asumiera. Mientras tanto al frente del municipio, se quedó Amado como presidente suplente y Jesús como candidato a presidente municipal, sin embargo, este último quien perdió contra al PRI. 
En 2010, los Guzmán Avilés recuperaron el municipio cuando Joaquín logró ser electo para un tercer mandato como presidente municipal por el PAN. En 2014, Joaquín le entregó la estafeta a su hermano Jesús, y este a su vez en 2018 a Amado, quien concluirá su mandato en 2021. 
Al término de su tercer mandato en 2013, Joaquín regresó al Congreso de Veracruz como diputado. En 2016 se integró al gabinete del gobernador electo Miguel Ángel Yunes Linares, mientras que su hermana María del Rosario fue electa diputada local por segunda ocasión. Esta última pidió licencia en 2017 para suplir como senadora por Veracruz al senador Fernando Yunes Márquez, hijo del gobernador Yunes Linares. Finalmente, en 2018  María del Rosario y Jesús fueron electos como diputados de la LXIV Legislatura del Congreso de la Unión.
| Periodo   | Miembro de la dinastía     | Cargo                                                          | Partido                               |
| 2016-2018 | Miguel Ángel Yunes Linares | Gobernador de Veracruz                                         | PAN-PRD                               |
| 2015-2018 | Miguel Ángel Yunes Linares | Diputado federal en la LXIII Legislatura                       | PAN                                   |
| 2010      | Miguel Ángel Yunes Linares | Candidato a Gobernador de Veracruz                             | PAN                                   |
| 2003-2006 | Miguel Ángel Yunes Linares | Diputado federal en la LIX Legislatura                         | PRI                                   |
| 1991-1994 | Miguel Ángel Yunes Linares | Diputado federal en la LV Legislatura                          | PRI                                   |
| 1980-1982 | Miguel Ángel Yunes Linares | Diputado local en la LI Legislatura del Congreso de Veracruz   | PRI                                   |
| 2018-2021 | Fernando Yunes Márquez     | Presidente Municipal de Veracruz, Veracruz.                    | PAN-PRD-MC                            |
| 2012-2018 | Fernando Yunes Márquez     | Senador por Veracruz                                           | PAN                                   |
| 2010-2012 | Fernando Yunes Márquez     | Diputado local en la LXII Legislatura del Congreso de Veracruz | PAN                                   |
| 2021      | Miguel Ángel Yunes Márquez | Candidato a Presidente Municipal de Veracruz, Veracruz         | PAN                                   |
| 2018      | Miguel Ángel Yunes Márquez | Candidato a Gobernador de Veracruz                             | PAN-PRD-MC                            |
| 2014-2017 | Miguel Ángel Yunes Márquez | Presidente Municipal de Boca del Río, Veracruz                 | PAN                                   |
| 2008-2010 | Miguel Ángel Yunes Márquez | Presidente Municipal de Boca del Río, Veracruz                 | PAN                                   |
| 2004-2007 | Miguel Ángel Yunes Márquez | Diputado local en la LX Legislatura del Congreso de Veracruz   | PAN                                   |
| 2018-2021 | Héctor Yunes Landa         | Diputado federal en la LXIV Legislatura                        | PRI                                   |
| 2016      | Héctor Yunes Landa         | Candidato a Gobernador de Veracruz                             | PRI-PVEM-PANAL-AVE-Partido Cardenista |
| 2012-2018 | Héctor Yunes Landa         | Senador por Veracruz                                           | PRI                                   |
| 2007-2010 | Héctor Yunes Landa         | Diputado local en la LXI Legislatura del Congreso de Veracruz  | PRI                                   |
| 1985-1988 | Héctor Yunes Landa         | Diputado federal en la LIII Legislatura                        | PRI                                   |

Al norte de Veracruz se encuentra Tantoyuca, municipio de origen de los hermanos Guzmán Avilés: Joaquín Rosendo, Jesús, María del Rosario y Amado. Desde hace más de dos décadas, esta familia ha predominado en la política de la huasteca alta veracruzana. Además, los Guzmán Avilés han mantenido el control del Partido Acción Nacional (PAN) a través de la afiliación masiva en el padrón de militantes en Tantoyuca, municipio con 3,594 militantes, esto representa un 15% del padrón panista en Veracruz, según el Registro Nacional de Militantes con corte al 3 de abril de 2021. Cabe mencionar que Tantoyuca registra un mayor número de militantes que municipios más grandes como Xalapa, Córdoba, Boca del Río o el puerto de Veracruz.
El primer cargo de elección popular de los hermanos Guzmán Avilés fue en 1997 cuando Joaquín ganó la presidencia de Tantoyuca con el PAN. Desde entonces gobiernan al municipio casi de forma ininterrumpida: en el 2000 Joaquín fue electo diputado local y Jesús Guzmán Avilés síndico municipal; en 2004 Joaquín sería electo nuevamente como presidente municipal.
Al término de su segundo mandato en 2007, Joaquín solicitó licencia para ser diputado local suplente de su hermana María del Rosario Guzmán Avilés en el Congreso de Veracruz. Al inicio de la legislatura, María del Rosario abandonó su cargo para que su hermano Joaquín lo asumiera. Mientras tanto al frente del municipio, se quedó Amado como presidente suplente y Jesús como candidato a presidente municipal, sin embargo, este último quien perdió contra al PRI. 
En 2010, los Guzmán Avilés recuperaron el municipio cuando Joaquín logró ser electo para un tercer mandato como presidente municipal por el PAN. En 2014, Joaquín le entregó la estafeta a su hermano Jesús, y este a su vez en 2018 a Amado, quien concluirá su mandato en 2021. 
Al término de su tercer mandato en 2013, Joaquín regresó al Congreso de Veracruz como diputado. En 2016 se integró al gabinete del gobernador electo Miguel Ángel Yunes Linares, mientras que su hermana María del Rosario fue electa diputada local por segunda ocasión. Esta última pidió licencia en 2017 para suplir como senadora por Veracruz al senador Fernando Yunes Márquez, hijo del gobernador Yunes Linares. Finalmente, en 2018  María del Rosario y Jesús fueron electos como diputados de la LXIV Legislatura del Congreso de la Unión.
| Periodo   | Miembro de la dinastía          | Cargo                                                                    | Partido |
| 2013-2016 | Joaquín Rosendo Guzmán Avilés   | Diputado local en la LXIII Legislatura del Congreso de Veracruz          | PAN     |
| 2010-2013 | Joaquín Rosendo Guzmán Avilés   | Presidente Municipal de Tantoyuca, Veracruz.                             | PAN     |
| 2007-2010 | Joaquín Rosendo Guzmán Avilés   | Diputado local en la LXI Legislatura del Congreso de Veracruz (suplente) | PAN     |
| 2005-2007 | Joaquín Rosendo Guzmán Avilés   | Presidente Municipal de Tantoyuca, Veracruz                              | PAN     |
| 2000-2004 | Joaquín Rosendo Guzmán Avilés   | Diputado local en la LIX Legislatura del Congreso de Veracruz            | PAN     |
| 1997-2000 | Joaquín Rosendo Guzmán Avilés   | Presidente Municipal de Tantoyuca, Veracruz.                             | PAN     |
| 2018-2021 | Amado Guzmán Avilés             | Presidente Municipal de Tantoyuca, Veracruz.                             | PAN-PRD |
| 2007      | Amado Guzmán Avilés             | Presidente Municipal de Tantoyuca, Veracruz (suplente)                   | PAN     |
| 2018-2021 | Jesús Guzmán Avilés             | Diputado federal en la LXIV Legislatura                                  | PAN     |
| 2014-2017 | Jesús Guzmán Avilés             | Presidente Municipal de Tantoyuca, Veracruz                              | PAN     |
| 2007      | Jesús Guzmán Avilés             | Candidato a presidente municipal de Tantoyuca, Veracruz                  | PAN     |
| 2000-2004 | Jesús Guzmán Avilés             | Síndico Municipal de Tantoyuca, Veracruz                                 | PAN     |
| 2018-2021 | María del Rosario Guzmán Avilés | Diputada federal en la LXIV Legislatura                                  | PAN     |
| 2017-2018 | María del Rosario Guzmán Avilés | Senadora de la República por Veracruz (suplente)                         | PAN     |
| 2016-2018 | María del Rosario Guzmán Avilés | Diputada local en la LXIV Legislatura del Congreso de Veracruz           | PAN     |
| 2007-2010 | María del Rosario Guzmán Avilés | Diputada local en la LXI Legislatura del Congreso de Veracruz            | PAN     |